# Parti de la libération dominicaine
Le Parti de la libération dominicaine (Partido de la Liberación Dominicana ou PLD) est un des principaux partis politiques de la République dominicaine, de tendance libérale. Il est membre observateur de la COPPPAL.
Le logo du parti est représenté par cinq étoiles jaunes sur un fond pourpre.
Fondé par Juan Bosch en 1973, le PLD était à l'origine un parti de centre gauche, mais il s'est développé dans une direction plus proche de la droite.
Au début, les membres du Parti de la libération dominicaine étaient considérés comme des personnalités politiques honnêtes, mais après cinq ans à la tête de l'exécutif (1996-2000 et 2004-2005), il semble que les peledeístas sont aussi corrompus que les membres des deux autres principaux partis dominicains.[réf. nécessaire]
En outre, le président Leonel Fernández Reyna, a été accusé de soutenir l'impunité de Ramón Báez Figueroa (un banquier responsable de la plus grande fraude bancaire en République dominicaine) en raison du fait que l'avocat de Báez Figueroa (un homme politique d'extrême droite et du PLD nommé Marino Vinicio Castillo) reçoit un salaire important du cabinet de Fernandez en tant que zhar (tsar) antinarcotique.[réf. nécessaire]
Aux élections législatives du 16 mai 2002, le parti a gagné 29,1 % des voix, 41 sièges sur 150 à la Chambre des députés et 2 sièges sur 31 au Sénat, puis à celles du
Son candidat à l'élection présidentielle dominicaine du 16 mai 2004, Leonel Antonio Fernández Reyna, gagna avec 57,1 % des voix.
En mai 2010, le PLD a remporté les élections sénatoriales, législatives et municipales avec 31 sièges de sénateur sur 32, 105 députés sur 183, et 92 maires sur 155. Il remporta également celles du 15 mai 2016 avec 41,79% des voix pour l’élection du Congrès, 26 sénateurs sur 32 et 106 députés sur 192. Son candidat à la présidence, Danilo Médina, remporta l’élection avec 61,74% des voix.
Le PLD a pris le contrôle de tous les pouvoirs, exécutif, législatif, judiciaire et médiatique, garantissant l’impunité de ses fonctionnaires. Des membres du parti se sont considérablement enrichis, vraisemblablement de façon frauduleuse.